# ルーシー・ブラウン
ルーシー・ブラウン（英: Lucy Brown、1979年2月13日 - ）は、イングランド出身の女優。テレビドラマ『プライミーバル』に出演したことで知られる。

## 経歴

### 生い立ち
ルーシー・ブラウンはサセックスのクローリーで生まれ、ケンブリッジシャーで育った。彼女はクリストファー・ブラウンとヘレン・バーレイの娘であり、マークという弟がいる。ケンブリッジのキングス・カレッジ・プレップスクールに入学したのちノーサンプトンシャーのアウンドル・スクールに進学し、ケンブリッジの Hills Road Sixth Form College に入学。ロンドンのギルドホール音楽演劇学校を卒業した。2007年12月には「その年最も美しいイングランドの女優」("Most Beautiful English Actress of the Year") の104人に選ばれている。

### キャリア
彼女の最初の仕事はソープブランドのラックスのCMであり、ジゼル・ブンチェンとともに出演した。ブラウンはテレビ映画 "Sharpe's Challenge" や映画 "Malice Aforethought" に出演し、テレビドラマ "North and South" でリチャード・アーミティッジと共演、テレビ映画 "Whatever Love Means" に出演した。2007年から2009年にかけては、ITV1でSFドラマシリーズ『プライミーバル』でクローディア・ブラウン役およびジェニファー・ルイス役の二役を演じた。『プライミーバル』を降板した後はNBCのテレビドラマ "The Philanthropist" で脇役を演じた。2010年には映画 "Bonded By Blood" と "Frost" でディーン・ケインと共演。2011年にはジェニファー・ルイス役で『プライミーバル』第4章に再登場を果たした。
ブラウンは "Word Theatre" と呼ばれる舞台にも頻繁に参加している。ロンドンとロサンゼルスで演じているほか、オーディオブックスでも声の出演をしている。
2012年にはオリヴィア・ポーレットとコメディドラマの脚本を執筆していることが明かされた。2014年にはハリエット・キルマーティン役でテレビドラマ "The Village" に出演した。

## 私生活
ロンドンで生活しており、2015年12月31日に俳優のアダム・レイナーと結婚。2014年12月28日には息子ジャックを、2017年7月11日には娘アニー・ローズを出産した。

## 出演作品
| 公開年 | タイトル                       | 役名                                        | 備考                                            |
| ------ | ------------------------------ | ------------------------------------------- | ----------------------------------------------- |
| 2002   | Murder                         | テレビジャーナリスト                        | テレビ映画                                      |
| 2003   | Canterbury Tales               | Her                                         | テレビドラマ (1エピソード: "The Miller's Tale") |
| 2004   | Piccadilly Jim                 | 階段下の女性                                |                                                 |
| 2004   | Frances Tuesday                | ルイス                                      | テレビ映画。クレジットには登場しない            |
| 2004   | North and South                | アン・ラティマー                            | テレビドラマ（3エピソード）                     |
| 2005   | Peter Warlock: Some Little Joy | バーバラ・ピーチ                            | テレビ映画                                      |
| 2005   | Malice Aforethought            | アイヴィー・リッジウェイ                    | テレビ映画                                      |
| 2005   | Whatever Love Means            | ジョージナ                                  | テレビ映画                                      |
| 2006   | Minotaur                       | ディディ                                    |                                                 |
| 2006   | Sharpe's Challenge             | セリア・ブロウツ                            | テレビ映画                                      |
| 2007   | プライミーバル                 | クローディア・ブラウン/ジェニファー・ルイス | テレビドラマ（19エピソード: 2007-09, 2011）     |
| 2008   | Harley Street                  | マヤ                                        | テレビドラマ（1エピソード: "Episode No.1.3"）   |
| 2009   | The Philanthropist             | デボラ・ルジョー                            | テレビドラマ（1エピソード: "Myanmar"）          |
| 2009   | Midsomer Murders               | ヘレン・マークハム                          | テレビドラマ（1エピソード: "The Glitch"）       |
| 2010   | Frost Giant                    | セドナ                                      | テレビ映画                                      |
| 2010   | Bonded by Blood                | アナ・リチャーズ                            |                                                 |
| 2011   | New Tricks                     | マリー・バーデン                            | TV series (1 episode: "Old Fossils")            |
| 2013   | Neil Jackson: Rocket to Mars   | 女性                                        | ショートフィルム                                |
| 2013   | This is Vanity                 | アンジェラ                                  | ショートフィルム                                |
| 2014   | Wireless                       | ユニット・ホワイト（声）                    | テレビドラマ                                    |
| 2014   | The Village                    | ハリエット・キルマーティン                  | テレビドラマ（4エピソード）                     |
| 2017   | Bitter Harvest                 | オレナ                                      |                                                 |